# Чечик, Олег Борисович
Оле́г Бори́сович Че́чик (род. 4 июля 1964 года, Омск) — российский звукорежиссёр и саунд-продюсер.

## Биография
Родился 4 июля в Омске. Получил музыкальное образование по классу фортепиано и специальности «музыкальная звукорежиссура», а также и инженерно-техническое образование. Пел в Государственном Омском русском народном хоре. С 1988 года работал в местной филармонии.
Начиная с 1989 года, работал концертным звукорежиссёром Тамары Гвердцители (до 1998), Николая Баскова (2003—2009), и группы «t.A.T.u.» (с 2005).
Олег Чечик работал на многих международных площадках, одними из крупнейших являются: Карнеги-Холл (Нью-Йорк), Олимпия (Париж), Dolby Theatre (Лос-Анджелес).
Так же в качестве концертного звукорежиссёра работал на таких концертах, фестивалях и шоу, как Capital Jazz Festin USA (1994), «Классический юбилейный концерт Николая Баскова с Монсеррат Кабалье» (2006), «Корабль судьбы» Николая Баскова (2008), «Не только о любви» Николая Баскова (2009 г.), «Дарю добро» Черима Нахушева (2014), «Рассвет» Черима Нахушева (2016), Park live с группой «Tiger Cave», фестивали «Нашествие» и «Улетай» с группой «Билет на Луну».
По приглашению Московского театра оперетты занимался саунд-продюсированием мюзиклов «Монте-Кристо», «Граф Орлов» и «Анна Каренина», чья киноверсия, над которой также работал Олег Чечик, вышла в 2018 году и прошла с успехом на экранах городов России, Южной Кореи, США и Великобритании.
Сотрудничал с компанией Sony Music Entertainment и международным творческим сообществом Svoboda Zvuka.
Являлся эндорсером фирмы Yamaha и компании Steinberg.
Создатель студий «Bonum» и «Studio CSP».
Преподавал практику по специальности «Звукорежиссура», в Российская академия музыки имени Гнесиных и Институте Современного Искусства.
Среди композиторов, тесно работавших с Чечиком: Сергей Чекрыжов, Игорь Крутой, Роман Игнатьев, Нильда Фернандес, Константин Арсенев, Андрей Мисаилов, Матвей Аничкин, Александр Дулов, Антон Севидов, Елена Кауфман, Павел Игнатьев, Лара Д’Элиа. Также сотрудничал с Мишелем Леграном, Евгением Крылатовым и Уолтером Афанасьефф.
Олег Чечик является признанным звукорежиссёром в области звукозаписи и мастеринга. Работал так же студийным и концертным звукорежиссёром с разными исполнителями как в России, так и за рубежом. Разработал и построил несколько кинотеатров и студий звукозаписи в России. Является автором научных статей в области звукорежиссуры. Олег Чечик изобрел специальный метод записи симфонических оркестров в небольших студийных помещениях.

## Дискография
- 1994 — Виват, Король!
- 1996 — Спасибо, Музыка, тебе!
- 2002 — I’ll Do It All Again
- 2002 — Первая любовь
- 2003 — Легко!?
- 2003 — Выше облаков
- 2004 — Никогда не говори прощай
- 2004 — Мой любимый
- 2005 — Without Compromise
- 2005 — Отпусти меня
- 2006 — Black Star
- 2007 — Заморочки
- 2007 — Тебе одной
- 2007 — Цирковые псы[15]
- 2008 — Five
- 2008 — Happy Smiles
- 2010 — Waste Management
- 2011 — 3
- 2011 — Romantic Journey
- 2015 — Гукъэкlыж макъамэ
- 2015 — Stardust
- 2016 — Уэрэд — къафэм фыкъыпэджэж
- 2018 — Слушай
- 2018 — A place in the Sun

## Фильмография
- 2002 — «Белое золото» (реж. Виктор Иванов)
- 2003 — «Другая жизнь» (реж. Елена Райская)
- 2006 — «Слуга Государев» (реж. Олег Рясков)
- 2006 — «Жара» (реж. Резо Гигинеишвили)
- 2007 — «Сыщик Путилин» (реж. Сергей Газаров)
- 2010 — «Детям до 16» (реж. Андрей Кавун)
- 2017 — «Мать моя женщина» (ВГИК; реж. Анастасия Сафонова)
- 2018 — «Магия превыше всего» (ВГИК; реж. Екатерина Краснер)
- 2018 — «Большой Белый танец» (документальный фильм; реж. Кристина Козлова)
- 2019 — «Антарктида. Хождение за три полюса» (документальный фильм; реж. Кристина Козлова)
- 2020 — «Арктика. Увидимся завтра» (документальный фильм; реж. Елена Потанина)
- 2021 — «БУМЕРанг» (реж. Пётр Буслов)
- 2022 — «Узбекистан. Заглянуть за горизонт» (документальный фильм; реж. Никита Снегов)
- 2024 — «Гагарин. Человек, сошедший с небес.» (документальный фильм; реж. Никита Снегов)

## Достижения и награды
- Обладатель премии «SHOWTEX AWARDS» (2007) за работу над концертом Николая Баскова и Монсеррат Кабалье[16][17].
- Член The Recording Academy, Национальной Академии Искусства и Науки Звукозаписи (NARAS) [18] с правом решающего голоса[19].
- Член жюри Премии GRAMMY.
- Член Российского Музыкального Союза, Гильдия Звукорежиссеров[20].